# John Brockway
William John Brockway (Bristol, 8 ottobre 1928 – Newport, 26 luglio 2009) è stato un nuotatore britannico.

## Biografia
Ha partecipato ai Giochi di Londra 1948, di Helsinki 1952 e di Melbourne 1956, gareggiando nei 100m dorso.
Ai Campionati europei di nuoto del 1954, ha vinto la medaglia di bronzo nei 100m dorso.
Ai Giochi del Commonwealth nel 1950, ha vinto 1 argento nei 110yards dorso, mentre nel 1954, nella stessa gara, ha vinto l'oro, gareggiando, entrambe le volte, per il Galles.